# Martin Berger (Kirchenmusiker)
Martin Anton Berger (* 29. Februar 1972 in Wadern) ist ein deutscher Dirigent, Chorleiter, Organist, Musikpädagoge, Musikwissenschaftler und Hochschullehrer.

## Leben
Berger wuchs im saarländischen Merzig auf und studierte an der Hochschule für Musik Saar in Saarbrücken und der Robert Schumann Hochschule in Düsseldorf Kirchenmusik, Schulmusik und Germanistik sowie Dirigieren mit Schwerpunkt Chorleitung. Studienaufenthalte und künstlerische Projekte führten ihn unter anderem nach Schweden. Prägende Impulse für seine künstlerische Arbeit erhielt er von Raimund Wippermann, Eric Ericson, Anders Eby und Gary Graden. Von November 2002 bis März 2013 war er Domkapellmeister am Kiliansdom in Würzburg, wo er den Domchor, die Domsingknaben, die Mädchenkantorei und den Kammerchor leitete. 2007 gewann er mit dem Kammerchor am Würzburger Dom das Golddiplom beim Second Malta International Choir Competition Festival of Sacred and Secular Music in Valletta, Malta und ein Jahr später das Golddiplom und den Franz-Schubert-Chorpreis beim 25th International Franz-Schubert Choir Competition & Festival 2008 in Wien.
2004–2008 war Berger Lehrbeauftragter an der Hochschule für Musik in Würzburg. Darüber hinaus nahm er Gastdozenturen an der Stellenbosch University und der Nelson Mandela Metropolitan University in Port Elizabeth in Südafrika wahr. Von Juli 2008 bis März 2013 war er Professor für Chorpädagogik an der Robert Schumann Hochschule in Düsseldorf.
Im April 2013 wechselte Berger an die Stellenbosch University in Südafrika, wo er die Leitung der Abteilungen für Chorleitung und Alte Musik übernahm. 2014 gründete er den Stellenbosch University Chamber Choir, mit dem er ein Jahr später die renommierte „Woordtrofee“ für die beste klassische Musikproduktion gewann. Seit 2018 unterrichtet Berger als Professor für Chorleitung an der Robert Schumann Hochschule in Düsseldorf. 2020 promovierte Martin Berger mit einer Dissertation über die geistlichen Werke von Wilfried Hiller.
Berger konzertierte in den meisten europäischen Ländern, den USA, in Australien und Südafrika. Einladungen zu Meisterkursen, Wettbewerbsjurys und wissenschaftlichen Vorträgen führten ihn durch Europa, nach Mosambik, China und Südafrika.
Martin Berger ist Vizepräsident der World Youth and Childrens Choral Artists Association (WCCAA).

## Publikationen

### Dissertation
- Martin Anton Berger. Wilfried Hillers geistliche Werke. Dissertation presented for the degree of Doctor of Philosophy (Musicology) in the Faculty of Arts and Social Sciences at Stellenbosch University, 2020.

### Zeitschriftenbeiträge und Buchkapitel
- Martin Berger. Juliet Hess. Music education for social change. Constructing an activist music education (Buchrezension). Philosophy of Music Education Review 30, Nr. 2 (2022), S. 207–212.
- Martin Berger. Community Music in Südafrika. Diskussion Musikpädagogik 87, Nr. 3 (2020), S. 22–26.
- Martin Berger, Alexandra Kertz-Welzel, Leonard Tan und David Lines. A humanistic approach to music education: (critical) international perspectives. In: Iris M. Yob und Estelle R. Jorgensen (Hrsg.): There is no other: humane music education for the common good, S. 248-260. Bloomington, IN (USA): Indiana University Press, 2020.
- Martin Berger. Educing leadership and evoking sound: choral conductors as agents of change. In: Dawn Bennett, Jennifer Rowley und Patrick Schmidt (Hrsg.). Leadership and musician development in higher music education, S. 115-129. New York: Routledge, 2019.
- Martin Berger und Franz Comploi. Influencing curricula and shaping identity: exploring the impact of universities' language policies on music education curricula in a multilingual society. In: Hung-Pai Chen, Alethea de Villiers und Alexandra Kertz-Welzel (Hrsg.). Proceedings of the 19th International Seminar of the ISME Commission on Music Policy: Culture, Education, and Media (Ludwig-Maximilians-Universität, Munich, Germany, 2018), S. 25–31.
- Martin Berger und Kai Martin. Rethinking "Heimat" in times of globalization: the relationship between music education policy and the philosophical discourse on local music. In: Hung-Pai Chen, Alethea de Villiers und Alexandra Kertz-Welzel (Hrsg.). Proceedings of the 19th International Seminar of the ISME Commission on Music Policy: Culture, Education, and Media (Ludwig-Maximilians-Universität, Munich, Germany, 2018), S. 186–191.
- Martin Berger. Nkosi Sikelel’ iAfrika – Südafrika 20 Jahre nach Ende der Apartheid. Lehrer und Schule heute 66, Nr. 5 (Mai 2015), S. 94–97.
- Christian Albrecht und Martin Berger. Todesnachrichten – Siegfried Koesler (1937–2012), Domkapellmeister in Würzburg von 1971–2002. Musik und Liturgie 138, Nr. 1 (2013), S. 49.
- Martin Berger. Architektur des Klanges – Die neuen Räume der Würzburger Dommusik. In: Jürgen Lenssen (Hrsg.). Architektur der Gegenwart in der Diözese Würzburg, S. 44–45. Würzburg: Bau- und Kunstreferat der Diözese, 2010.

### Noten
- Oliver Sperling, Martin Berger, Thomas Kiefer, Frank Leenen, Judith Schnell und Gabriele Sichler-Karle (Hrsg.). Chorbuch Pueri Cantores III: Singen von Gottes Wegen. Stuttgart: Carus, 2011.
- Thomas Gabriel und Martin Berger (Melodie Kehrvers). „Cantemus in viis Domini“ für Solostimme, Chor SATB, Oboe, Sopransaxophon, Fagott, Trompete in C, Posaune, Pauken, Vibraphon, zwei Violinen, Viola, Violoncello, Kontrabass und Rhythmusgruppe. Stuttgart: Carus, 2006.
- Richard Strauß-König und Martin Berger. „Zeige uns den Weg“ für Chor SATB und Klavier. In: Deutsches Liturgisches Institut (Hrsg.). Unterwegs – Chorbuch, S. 38–41. München: Strube, 2002.
- Peter Janssens und Martin Berger. „Mit Maria preist den Herren“ für Chor SATB und Klavier. In: Deutsches Liturgisches Institut (Hrsg.). Unterwegs – Chorbuch, S. 86–91. München: Strube, 2002.
- Kathi Stimmer-Salzeder, Andreas Reuß und Martin Berger. „Wenn wir unsre Gaben bringen“ für Chor SATB und Klavier. In: Deutsches Liturgisches Institut (Hrsg.). Unterwegs – Chorbuch, S. 102. München: Strube, 2002.

### CD-Einspielungen
- Männergesang. Werke von Wolfgang Amadeus Mozart, Johannes Brahms und Carl Maria von Weber. Männerchor Schmelz (Leitung: Martin Berger). 1999. 1 CD.
- Orgelmusik in St. Marien/Schmelz. Werke von Nicolaus Bruhns, Johann Sebastian Bach, César Franck und Louis Vierne. Orgel von Hugo Mayer Orgelbau, Heusweiler (1999). Kassel: Guma Records, 2001. 1 CD.
- O come, let us sing. Werke von Thomas Jennefelt, Egil Hovland und Moritz Hauptmann. Mädchenkantorei am Würzburger Dom (Leitung: Martin Berger). Kassel: Guma Records, 2006. 1 CD.
- On wings of soul – a ceremony of carols. Werke von Benjamin Britten. Eastern Cape Children’s Choir, Südafrika (Leitung: Lionel van Zyl und Martin Berger). 2007. 1 CD.
- Jauchzet dem Herrn alle Welt. Werke von Heinrich Schütz, William Byrd, Felix Mendelssohn Bartholdy, Max Reger und Urmas Sisask. Würzburger Domsingknaben (Leitung: Martin Berger). Kassel: Guma Records, 2008. 1 CD.
- Lobet den Herrn. Werke von Albert Becker, Eric Whitacre, Cyrillus Kreek, Gustav Mahler und Sergei Rachmaninow. Kammerchor am Würzburger Dom (Leitung: Martin Berger). Kassel: Guma Records, 2012. 1 CD.
- Winfried Lüdemann: Die Kruisiging. Ensemble AmaCantus (Leitung: Martin Berger). Kassel: Guma Records, 2020. 1 CD.

## Auszeichnungen
- Golddiplom, Second Malta International Choir Competition Festival of Sacred and Secular Music 2007 in Valletta, Malta (Kammerchor am Würzburger Dom, Leitung: Martin Berger).
- Golddiplom und Franz-Schubert-Chorpreis, 25th International Franz-Schubert Choir Competition & Festival 2008 in Wien (Kammerchor am Würzburger Dom, Leitung: Martin Berger).
- Tanzender Schäfer der Stadt Würzburg für besondere kulturelle Verdienste (2013).
- FIESTA Award 2014 für die beste Musiktheaterproduktion in Südafrika (Tom Lanoye: Bloed en Rose)
- Woordfees Trophy 2014 für die beste klassische Konzertaufführung/Chor (Stellenbosch University Chamber Choir, Leitung: Martin Berger).
- Rector's Award 2015 for Excellent Achievement (Stellenbosch University).
- Woordtrofee 2015 für die beste klassische Musikproduktion (Stellenbosch University Chamber Choir, Leitung: Martin Berger).